# Список керівників держав XXVIII століття до н. е.
Список керівників держав XXIX століття до н. е.  — Список керівників держав XXVII століття до н. е.

## Азія

### Шумер

#### Перша династіяКіша
- Тізкар, цар (бл. 2800 до н. е. або легендарний)
- Ількум, цар (бл. 2800 до н. е. або легендарний)
- Ільтасадум, цар (бл. 2800 до н. е. або легендарний)

#### Перша династіяУрука
- Мескіаггашер, цар (друга пол. 28 ст. до н. е. або легендарний)

## Африка

### Раннє царство (Стародавній Єгипет)

#### Друга династія:
- Нінечер, фараон (бл. 2810—2760 до н. е.)
- Венег, фараон (бл. 2760—2750 до н. е.)
- Сенед, фараон (бл. 2773—2753 до н. е. або бл. 2710 до н. е.)
- Перібсен, фараон (бл. 2740 до н. е.)
- Сехеміб, фараон (бл. 2720 до н. е.)
- Сехет, фараон (бл. 2700 до н. е.)
- Нубнефер, фараон (бл. 2700 до н. е.)
- Неферкара I, фараон (бл. 2700 до н. е.)
- Неферкасокар, фараон (бл. 2700 до н. е.)
- Гуджефа I, фараон (бл. 2711—2709 до н. е.)